# Oseong-myeon
Oseong-myeon (koreanska: 오성면) är en socken i den nordvästra delen av Sydkorea, 60 km söder om huvudstaden Seoul. Den ligger i kommunen Pyeongtaek i provinsen Gyeonggi. 